# ضمن همین صحبت
ضمن همین صحبت (به هندی: Baton Baton Mein) فیلمی هندی محصول سال ۱۹۷۹ و به کارگردانی باسو چاترجی است. در این فیلم بازیگرانی همچون آمل پالکار، تیان آمبانی، پیرال پادامسه، آسرانی و لیلا میشارا ایفای نقش کرده‌اند.